# Задача Тарского по школьной алгебре
Задача Тарского по школьной алгебре спрашивает, существует ли тождество над целыми положительными числами с использованием сложения, умножения и возведения в степень, которое не следует из набора тождеств, преподаваемых в школе. Решена в 1980 году Алексом Вилки (англ.), нашедшем пример тождества, которое не выводится из школьных аксиом.

## Формулировка
Верно ли, что из следующих одиннадцати аксиом, которые мы будем называть школьными аксиомами:
1. {\displaystyle x+y=y+x}
2. {\displaystyle (x+y)+z=x+(y+z)}
3. {\displaystyle x\cdot 1=x}
4. {\displaystyle x\cdot y=y\cdot x}
5. {\displaystyle (x\cdot y)\cdot z=x\cdot (y\cdot z)}
6. {\displaystyle x\cdot (y+z)=x\cdot y+x\cdot z}
7. {\displaystyle 1^{x}=1}
8. {\displaystyle x^{1}=x}
9. {\displaystyle x^{y+z}=x^{y}\cdot x^{z}}
10. {\displaystyle (x\cdot y)^{z}=x^{z}\cdot y^{z}}
11. {\displaystyle (x^{y})^{z}=x^{y\cdot z}}

следует любое тождество над целыми положительными числами с использованием сложения, умножения и возведения в степень?

## История
Этот список из одиннадцати аксиом был выписан Рихардом Дедекиндом, хотя все эти тождества были известны задолго до этого.
Задача о выводимости всех тождеств была сформулирована Альфредом Тарским в 1960-х годах.
Точная формулировка использует теорию моделей.
В 1980-х годах она стала известна как задача Тарского по школьной алгебре.
В 1980 году Алекс Вилки доказал, что тождество
{\displaystyle {\begin{aligned}&\left((1+x)^{y}+(1+x+x^{2})^{y}\right)^{x}\cdot \left((1+x^{3})^{x}+(1+x^{2}+x^{4})^{x}\right)^{y}=\\={}&\left((1+x)^{x}+(1+x+x^{2})^{x}\right)^{y}\cdot \left((1+x^{3})^{y}+(1+x^{2}+x^{4})^{y}\right)^{x}\end{aligned}}}
не выводится из набора школьных аксиом.